# 저메인 오닐

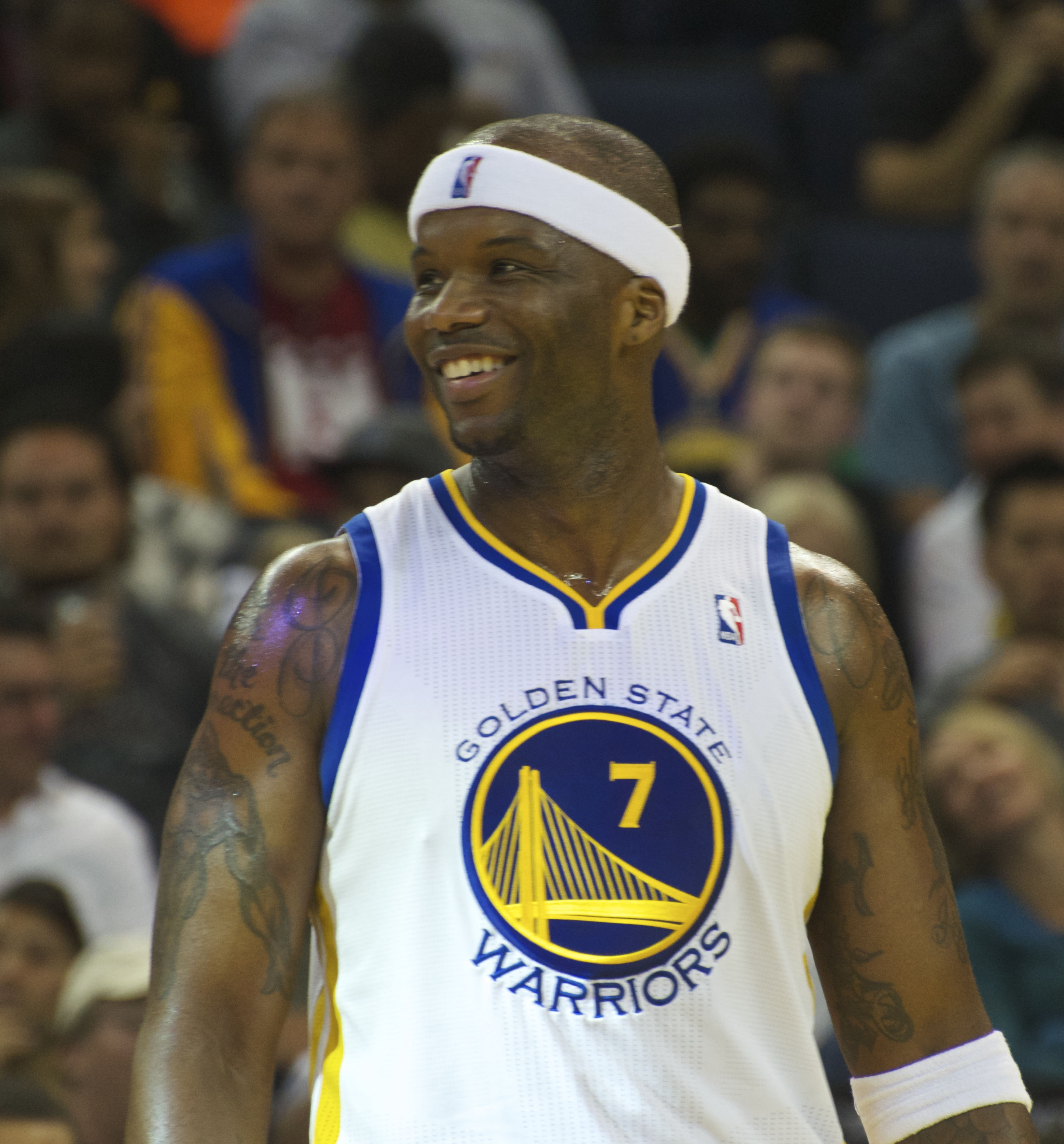

저메인 오닐(Jermaine O'Neal, 저메인 리 오닐 시니어, Jermaine Lee O'Neal Sr., 1978년 10월 13일 ~ )는 미국의 전직 프로 농구 선수이다. 센터 (농구)/파워 포워드인 그는 성공적인 고등학교 경력을 쌓았으며 고등학교 졸업 후 곧바로 1996년 NBA 드래프트에 참가할 자격을 선언했다. 오닐은 불과 17세에 전체 17순위로 포틀랜드 트레일블레이저스에 발탁됐고, 18세에 첫 프로 경기를 치렀다. 당시 그는 NBA 경기에 출전한 최연소 선수였다.
오닐은 포틀랜드에서 1군에 진입하지 못하고 2000년 인디애나 페이서스로 트레이드됐다. 팀에서 8시즌을 보내는 동안 그는 NBA 올스타에 6번 뽑혔고, 올NBA 팀에 3번 선정됐다. 2001-02 시즌 NBA 가장 발전된 선수로 선정되었다. 오닐은 또한 2003-04 시즌의 동부 컨퍼런스 결승전을 포함하여 인디애나가 NBA 플레이오프에 6번 진출하도록 도왔다. 오닐은 2008-09 시즌이 시작되기 전에 토론토 랩터스로 트레이드되었으며 나중에 마이애미 히트, 보스턴 셀틱스, 피닉스 선즈에서 뛰었다. 오닐의 마지막 NBA 시즌은 2013-14 시즌으로 그는 골든스테이트 워리어스에서 보냈다.

## 경력
- 1996-2000: 포틀랜드 트레일블레이저스
- 2000-2008: 인디애나 페이서스
- 2008-2009: 토론토 랩터스
- 2009-2010: 마이애미 히트
- 2010-2012: 보스턴 셀틱스
- 2012-2013: 피닉스 선즈
- 2013~2014: 골든스테이트 워리어스